# アルフレート・ポルガー

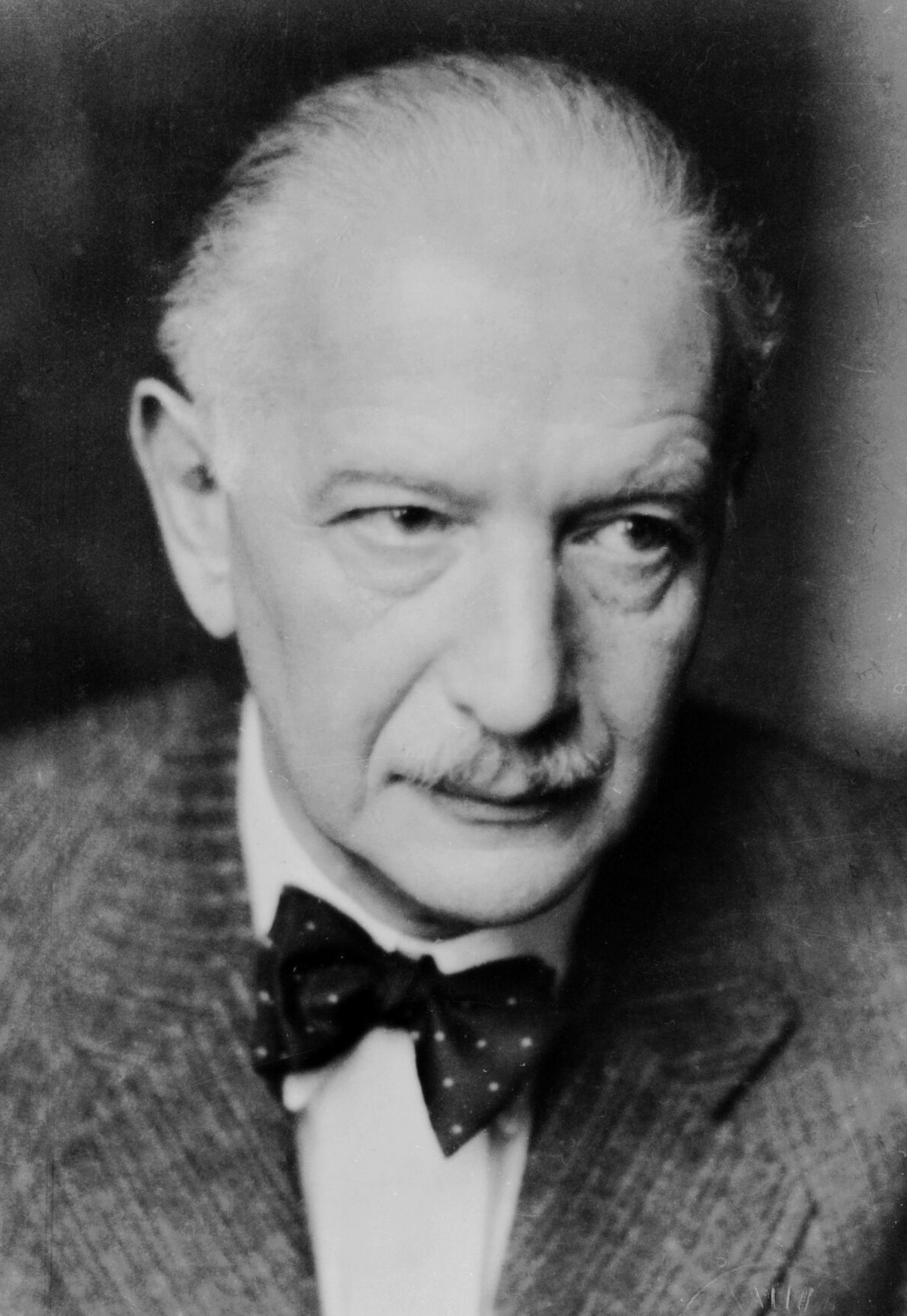
アルフレート・ポルガー

アルフレート・ポルガー（Alfred Polgar、1873年10月17日 - 1955年4月24日）は、ウィーンで活躍したジャーナリスト、批評家。「カフェ文士」のひとりでもある。本名はポラク（Alfred Polak）。

## 生涯

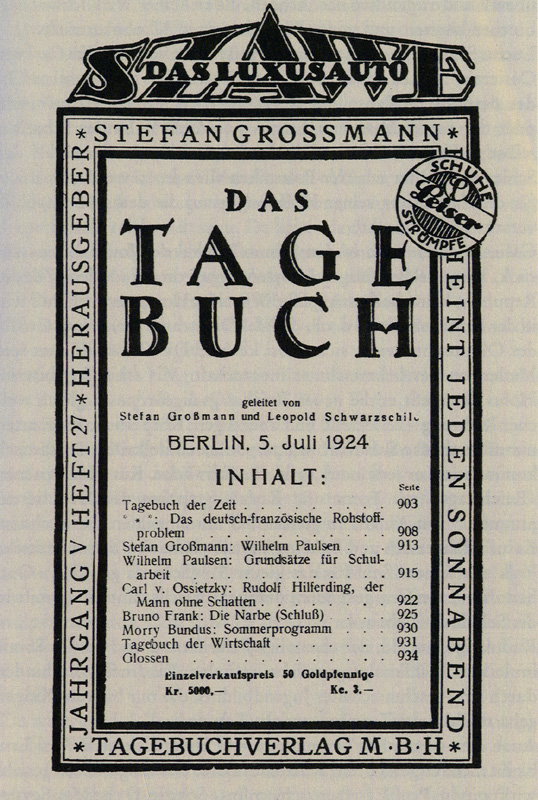
『ターゲ・ブーフ』（Das Tage-Buch）1924年7月5日号

アルフレート・ポルガーは1873年、ウィーンのレオポルトシュタットでピアノの塾を経営していたヨーゼフ・ポラクの子として生まれた。高校と職業学校を卒業したあと新聞社に記者として入社。文芸欄も書くようになり、演劇評論家として高く評価されるようになった。同時期のウィーンの文学者シュニッツラー、ホーフマンスタール、ペーター・アルテンベルク、エゴン・フリーデル、批評家カール・クラウス、音楽家ブルックナー、マーラー、画家クリムト、建築家アドルフ・ロースなど、文化人・芸術家の多くはカフェハウスに出入りしたが、ポルガーもそうしたひとりであった。
1905年、ポルガーはヨハン・シュトラウス2世のオペレッタにちなんで命名されたカバレット（文学キャバレー）「こうもり」(Die Fledermaus)の管理者のひとりとして働いた。共同管理者はエゴン・フリーデルであった。風刺劇『ゲーテ』(Goethe) の戯曲をフリーデルと共同で著し、これは全ドイツ語圏で評判を呼ぶこととなった。この時期のポルガーはユーモアと機知にあふれた散文を数多く残している。
第一次世界大戦をむかえて時代批判的な傾向を強め、週刊誌『ヴェルトビューネ』(世界舞台 Die Weltbühne)（1918年－1933年）や「民主主義の偉大な闘士のひとり」と呼ばれたレーオポルト・シュヴァルツシルトが編集長も務めた『ターゲ・ブーフ』(日記 Das Tage-Buch)誌（1920－1933 年）によく寄稿した。
1929年にエリーゼ・ローウィと結婚。1933年、ウィーンを出発してプラハ、パリ、チューリヒを転々とし、第二次世界大戦ではアメリカに亡命した。ハリウッドでは台本作家としてMGM（メトロ・ゴールドウィン・メイヤー）で働いた。1943年にはアメリカ市民権を得てニューヨークに住み、1949年にはヨーロッパに戻ってチューリヒに定住。1955年、同地で亡くなった。

## カフェ礼賛

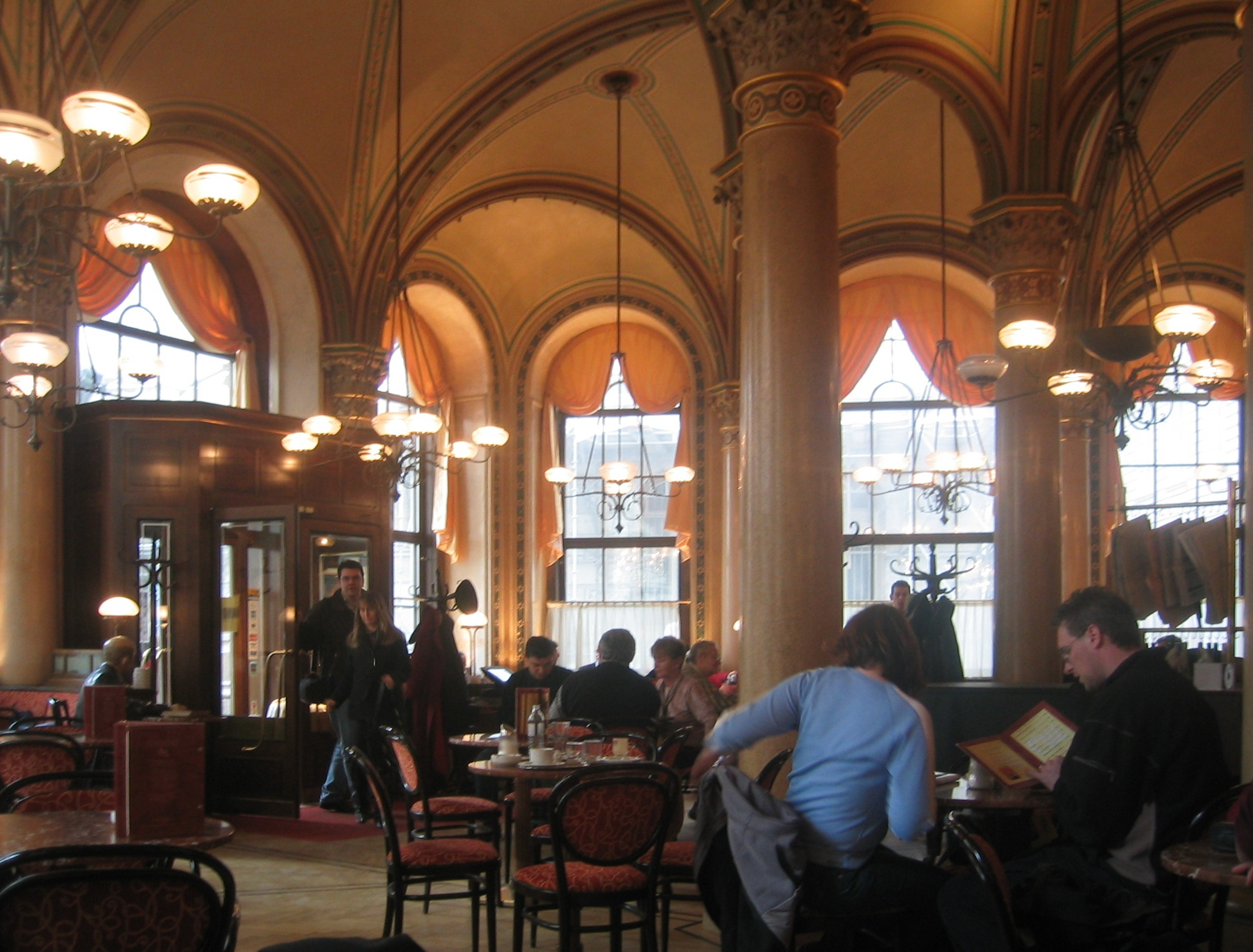
ウィーンの「カフェ・ツェントラル）の内部 (2004)

「カフェ文士」のひとりでもあったポルガーは、ウィーンのカフェハウスについても多くの言葉を残している。
これはときに「カフェ・ツェントラルの理論」と称されるものである。

## 著作
評論集としては『この機会に』（1930年）がある。戯曲の代表作『ゲーテ』は1908年の作品。また短編小説『すみれの君』(Veilchen)（池内紀訳）は、『心にのこった話』（筑摩書房）、『ウィーン世紀末文学選』（岩波書店）に収載されている。没落貴族の男が意地でもダンディーを通す話として、日本でも甘美で優雅な佳品として知られている。